# Kamerun-vonal

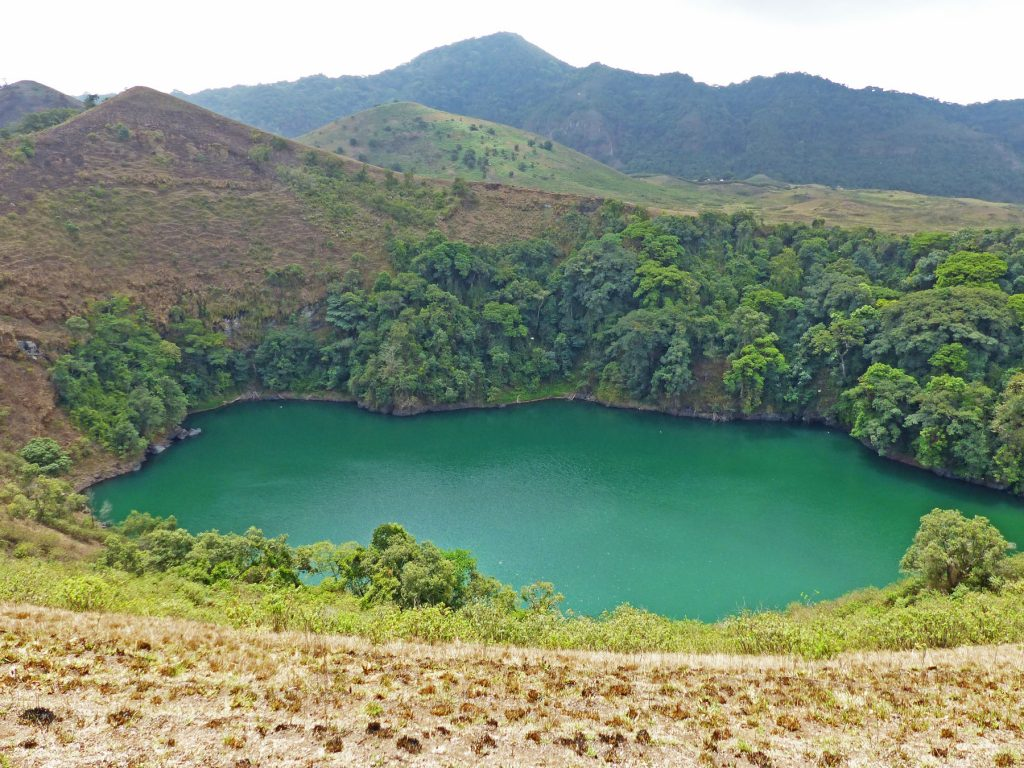
A Manengouba krátertava

A vulkánok és az árkos süllyedék

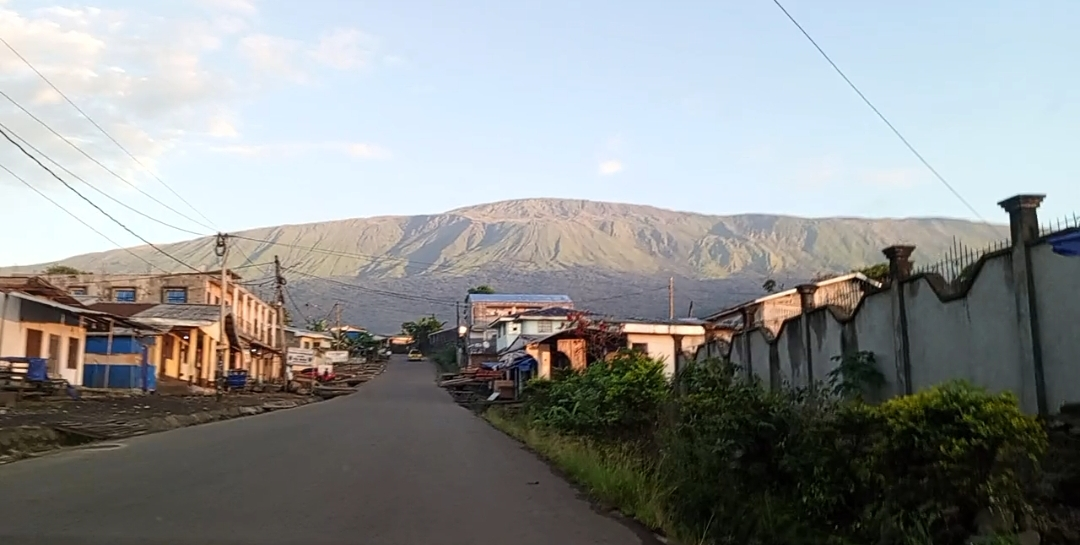
A kamerun-hegy Buea városa felől

A Kamerun-vonal egy regionális tektonikai egység Nyugat-Afrika keleti peremén, Kamerunban és a Guineai-öbölben. Mivel egy köpenycsóva felett helyezkedik el, egyfajta forrópontnak is tekintik a geológusok. Ugyan a vulkanizmus lényegében megszűnt a vonalon, az elmúlt száz évben a Kamerun-hegy öt kitörést is produkált. 

## Felismerése, első leírása
A nagyszerkezeti vonalat Siegfried Passarge német geográfus és geomorfológus azonosította 1909-ben.

## Földrajzi helyzete
A vonal Kamerunban kezdődik a Csád-tótól délnyugatra.. Északkelet–délnyugat csapással Tiko mellett éri el az Atlanti-óceánt. Itt magasodik a Kamerun-hegy, Nyugat-Afrika legmagasabb hegye. A Guineai-öbölben változatlan csapással folytatódik Bioko (korábban: Fernando Poó), Príncipe és São Tomé szigeteken át, majd Annobón (újabban: Pagalú) szigeténél ér véget, tehát Kamerun után még két ország:
- Egyenlítői Guinea (Bioko, Annobón), valamint
- São Tomé és Príncipe

területén halad át.
A vonal tulajdonképpen egy kissé furcsa forró pont, mivel egy köpenycsóva felett helyezkedik el, azonban ez nem a szokásos, körkörös alakot mutatja, valószínűleg az Afrikai lemez alatti szupercsóva miatt. A vonal felett 13 jelentős vulkáni csúcs van, ebből hat tengeri helyzetű, hét pedig a szárazföldön található. A sor iránya az Afrikai-lemez mozgási irányához szögben hajlik, és azzal azonos korirányú.

### Tengeri kúpok
1. Annobón szigete;
2. Pico de São Tomé és
3. Pico do Príncipe, mindkettő São Tomé és Príncipe területén található;
4. Santa Isabel;
5. Biao és
6. San Carlos ulkáni kúpjai Bioko szigeten.

### Szárazföldi kúpok
1. Etinde;
2. Kamerun-hegy;
3. Rumpi;
4. Manengouba;
5. Bambouto;
6. Mbam és
7. Oku.

A Csád-tó melletti 69 millió éves riolitömlések a vonal legészakibb határát jelölik ki.

## Szerkezete, felépítése
A mintegy 1600 km hosszú vulkanotektonikus sáv hegycsoportok sorozata,, északi oldalán egy árkos süllyedékkel. A vonulatot harántvetők sora tagolja. A legészakibb hegység a  Mandara, majd délnyugatnak sorra az Atlantika-hegység, a Shebshi-hegység, az Adamaoua (Kamerun-fennsík), az Oku-hegy, a Mekoua hegység és a Kamerun-hegy következik. A Guineai-öböl szigetei ugyancsak vulkánok csúcsai.
A vulkáni működés ezelőtt 60–80 millió évvel ezelőtt volt jellemző. A vulkánok mára a kb. 11 000 000 éves Kamerun-hegy kivételével kialudtak, ennek viszont a 20. században öt kitörését is feljegyezték (és 2001-ben is volt egy).
A vulkanizmus többnyire alkáli bazalt jellegű. A magma ritkább differenciátumai a bazanit és a trachibazalt, amelyek mellett különleges kőzetváltozatok is fellelhetők, mint például a monchikit és a kamptonit.
A kialudt vulkánok kürtőiben krátertavak alakultak ki. Ezek a környéken bőségesen hulló csapadékból kapják utánpótlásukat. Közülük a sekélyek mára feliszapolódtak, a mélyebbek vize az áramlás hiánya miatt jól rétegzett. Ennek köszönhetően itt található Afrika három „robbanó”, azaz limnikus kitöréseket produkáló tava közül kettő: a Nyos-tó és a Monoun-tó.
A vulkáni kőzetek málladéka kiváló termőtalajjá alakul. A környék fő terményei a manióka, a kukorica és a jamszgyökér.